# Hanna Lioubakova
Hanna Lioubakova est une journaliste, chercheuse, présentatrice de télévision, écrivain et militante biélorusse. Elle est membre non résidente de l'Atlantic Council. Elle est considérée comme l'une des éminentes journalistes indépendantes de Biélorussie. Elle était l'une des journalistes biélorusses à avoir été forcée de fuir la Biélorussie par les fonctionnaires pour avoir évoqué ses préoccupations face à la dictature d'Alexandre Loukachenko.

## Carrière
Hanna Lioubakova a poursuivi ses études supérieures en histoire de l'art à l'université Jagellonne en 2010 et a obtenu un master en journalisme international en 2017 à l'université Brunel. Elle a d'abord poursuivi sa carrière en tant que correspondante et présentatrice à Bielsat TV, une chaîne de télévision indépendante opérant en Biélorussie. Au cours de son mandat chez Bielsat, elle a animé une émission d'information intitulée In Focus et a également couvert des évènements internationaux tels que le sommet de l'OTAN à Varsovie en 2016, le Festival de Cannes et le sommet EaP 2013.
Elle a été admise à la bourse de journalisme Václav Havel à Radio Free Europe en 2014-2015 et a également été récipiendaire de la bourse du World Press Institute en 2019. Hanna Lioubakova a contribué à l'information dans différents pays tels que la Pologne, la France, le Royaume-Uni et la Belgique en plus de son travail dans son pays natal, la Biélorussie. Elle a également écrit pour divers médias et publications internationaux. Elle travaille également comme mentor et formatrice dans le programme de journalisme Transitions Solutions en CEE. Elle est intervenue sur les développements récents en Biélorussie dans The Economist, The Washington Post et Open Democracy.
Elle travaille également actuellement avec Outriders, une plate-forme internationale de journalisme multimédia qui génère des rapports d'analyse approfondis. Le 16 septembre 2020, elle est apparue en tant qu'invitée dans un podcast hebdomadaire The Europeans (en) et a partagé ses points de vue et opinions en réponse aux manifestations de 2020-2021 en Biélorussie sous le titre "Les femmes de Biélorussie".

## Récompenses
Elle a reçu le prestigieux prix Peter-Caws (en) pour la meilleure thèse de troisième cycle. Elle a été présélectionnée comme l'une des lauréates du Prix de la presse européenne 2021.